# Mass Rapid Transit (Singapore)
Mass Rapid Transit, også kendt under forkortelsen MRT, er et metrosystem i Singapore. Set i forhold til byens størrelse er det enormt, idet det når ud til størstedelen af byen (og dermed landet). Den første del af metrosystemet åbnede i 1987, hvilket gør det til den næstældste metro i Sydøstasien, efter Manila i Filippinerne. Metroen er vokset voldsomt siden grundlæggelsen, hvilket hænger sammen med Singapores ambition om at gøre MRT til rygsøjlen i bystatens offentlige transport. I år 2012 blev metroen i gennemsnit brugt dagligt af 2,649 millioner rejsende , hvad der er ganske imponerende set i forholdet til antallet af indbyggere i Singapore. 

 Metroen har 106 stationer (pr. juni 2014), med tilhørende 156 km skinner med normalspor (1.435 mm). Togene kører normalt mellem halv seks om morgenen og et om natten med et tidsrum på 1-5 minutter. Systemet består af fem linjer, hvoraf den ene (Downtown Line) endnu ikke er bygget færdig, og består indtil videre kun af 6 stationer. De resterende dele af Downtown Line, samt en anden linje (Thomson Line) er i gang med at blive bygget, og tre mere er ved at blive bygget, med planlagt færdiggørelse i år 2021-2030.

## Historie
Ideen om MRT stammer fra en forudsigt af byplanlæggere fra 1967, der konstaterede, at der ville være en mangel på et jernbanesystem i Singapore i år 1992.  Man havde haft en debat om, hvorvidt et system udelukkende med busser ville være mere kosteffektivt, men manglen på jord til veje i det lille land gjorde, at man valgte at lave en underjordisk metro.  Projektet til 5 milliarder singaporeanske dollar (SGD) var Singapores største konstruktion på den tid, og arbejdet begyndte i 1983. Man lavede den i etaper, og prioriterede North South Line ekstra højt, fordi den gik igennem Singapores centrum, som havde et højt behov for offentlig transport. Den 7. november 1987 begyndte den første del af North South Line at køre, en strækning på blot 5 stationer. Femten stationer yderligere åbnede senere, og linjen blev åbnet officielt 12. marts 1988 af Singapores premierminister. Endnu 21 stationer blev tilføjet efter åbningen, og åbningen af stationen Boon Lay d. 6. juli 1990 på East West Line markerede færdiggørelsen af de to linjer og dermed det oprindelige system, to år før tidsplanen.
Senere har MRT udvidet yderligere. En udvidelse af North South Line i 1996, til en pris af 1,2 milliarder SGD, fik den røde linje til at køre i noget, der minder om et loop. I 1989 gik den første LRT (Light Rail Transit) i gang. LRT er ikke en del af MRT-netværket, idet de ikke bruger samme tog og skinner, men flere af stationerne hører alligevel sammen. LRT kører typisk over jorden, for at spare plads på jorden i det lille land. I 2002 udvidede man East West Line med en gren til Singapore Changi Airport og Expo. Den 20. juni 2003 åbnede man den tredje linje i metronetværket, North East Line, der var en af de første fuldt automatiserede metrolinjer i verden. Endnu en udvidelse af East West Line, bestående af to stationer, blev åbnet 2009. Endnu en metrolinje, den såkaldte Circle Line (sammenlignelig med Cityringen i København) blev åbnet af fire omgange fra 28. maj 2009 til 14. januar 2012, og første del af Downtown Line blev åbnet 22. december 2013.

## Stationer
Alle stationer i MRT har mindst en kode, som består af de to forbogstaver i linjen og så stationens nummer på ruten. Fx hedder stationen Tiong Bahru også EW17, da det er den 17. station på East West Line. Dette system medfører, at en station sagtens kan have flere koder, såfremt den har flere linjer tilknyttet. Dhoby Ghaut har i øjeblikket rekorden med tre linjer tilknyttet, hvorfor den både hedder NS24, NE6 og CC1.
De første stationer blev generelt bygget med høje krav til funktionalitet frem for design og skønhed, og var generelt ikke udsmykket i nærheden af samme grad som for eksempel Métro de Paris eller London Underground. Først senere begyndte man at gå op i dette, hvilket resulterede i nogle meget flotte stationer, heriblandt Singapore Changi Airport, Expo og Orchard. Førstenævnte blev senere udnævnt til værende blandt de ti flotteste metrostationer i verden.

## Netværk

### North South Line
North South Line går fra Jurong East til Marina Bay. Det var den første metrolinje, der åbnede i Singapore, og løb en anden rute indtil 1996, hvor den fik sin nuværende form, da udvidelsen fra Yishun til Choa Chu Kang blev bygget. I fjerde kvartal af 2014 bliver den udvidet med én kilometer, så endestationen i stedet for Marina Bay bliver Marina South Pier . Desuden er to stationer mere på vej - én mellem Yew Tee og Kranji, samt én mellem Sembawang og Yishun.

### East West Line
East West Line går fra Pasir Ris til Joo Koon eller Tanah Merah til Singapore Changi Airport. Med sine 32 stationer og 57,5 kilometer spor er det klart den længste linje i MRT-netværket. Den oprindelige linje - fra Boon Lay til Pasir Ris - blev konstrueret i 1987-90 som led i den første metroplan. I år 2001-02 tilføjede man så delen fra Tanah Merah via Expo til Singapore Changi Airport, og i 2009 lavede man så en udvidelse, så endestationen i den vestlige ende var Joo Koon i stedet for Boon Lay. I 2012 startede man på en udvidelse af linjen fra Joo Koon til Tuas Link, med fire nye stationer, der efter planen skal bruges af 100.000 pendlere dagligt, når den åbnes. 

### North East Line
North East Line var den tredje metrolinje i Singapore og den næstlængste førerløse metro i verden (efter Circle Line, som også er i Singapore). Linjen er 20 kilometer lang, har 16 stationer, og det tager omkring 33 minutter at køre fra den ene ende til den anden.  North East Line bliver som regel markeret med lilla. Den går fra HarbourFront via Dhoby Ghaut til Punggol, hvor den mødes med to LRT-linjer. Linjen var den første i Singapore, der udelukkende løber under jorden, og den første der havde kunst på samtlige stationer. Linjen åbnede i 2003, men de to stationer Woodleigh og Buangkok åbnede først senere. Da man anlagde den, valgte man at lade den drive af SBS Transit, så der var konkurrence til SMRT Trains, som havde - og har - kontrol over de to første linjer. Oprindeligt ville man lade den ende ved Outram Park, men senere besluttede man at forlængde den til HarbourFront. Den kostede omkring 4,6 milliarder SGD at konstruere. Der er ingen station mellem NE1 HarbourFront og NE3 Outram Park, hvorfor der er spekulationer på, hvorvidt man planlægger at konstruere en station her. I 2013 blev det bekendtgjort, at man vil udvide linjen to kilometer længere mod nord fra Punggol. Efter planen skal denne lille strækning være færdig i 2030. 

### Circle Line
Circle Line er den nyeste (færdiggjorte) metrolinje i Singapore, da den først blev åbnet 22. december 2009. Linjen har 30 stationer og 35,4 kilometer spor, og bliver som regel markeret med orange på kort. Den går fra Marina Bay til HarbourFront, og har desuden en gren fra Promenade til Dhoby Ghaut. På en del af strækningen løber den sammen med den nyåbnede første del af Thomson Line. Indtil videre er cirklen derfor ikke helt en cirkel, men i 2013 annoncerede Land Transport Authority, at man ville lave den sidste del af cirklen, strækningen fra HarbourFront til Marina Bay . Materiellet består af 40 Alstom Metropolis C830 tog, der samles ved Kim Chuan depotet, som er verdens største underjordiske depot. 24 yderligere Alstom Metropolis C830C tog vi efter planen ankomme i 2015.

### Downtown Line
Downtown Line bliver bygget i tre dele, og den første del er allerede blevet færdiggjort (22. december 2013) og i drift.  De to andre dele skal efter planen blive færdige i 2016 og 2017. Linjen vil forbinde Singapores østlige og nordvestlige dele med Downtown. Pr. juni 2014 består den af 6 stationer, hvoraf fire af dem er sammen med andre linjer. Når den er færdig skal den gå fra Bukit Panjang til Expo via Chinatown med 34 stationer og 42 kilometer skinner, udelukkende under jorden, og den bliver den længste førerløse metrolinje i Singapore.  Det vil tage omtrent 65 minutter at køre fra den ene ende til den anden, og den skal efter planen bruges af 500.000 pendlere dagligt.  SBS Transit vandt konkurrencen om at drive Downtown Line , og indtil videre er der ankommet 11 Bombardier MOVIA C951-tog, som kører på den færdiggjorte del af Downtown Line.

### Thomson Line
Thomson Line er en 30 km lang linje, der er under konstruktion i øjeblikket. Den bliver lavet i tre faser, og skal efter planen åbne i hhv. 2019, 2020 og 2021. Ruten skal gå fra Woodlands North i den nordlige del af Singapore, over Outram Park og Marina Bay (to nye knudepunkter), til Gardens by the Bay i det sydøstlige Singapore.  Konstruktionen af linjen begyndte i januar 2014 , og efter planen skal den bruges af 400.000 om dagen, når den er fuldt operativ.  Linjen ligger udelukkende under jorden, og konstruktionsprisen er indtil videre beregnet til 18 milliarder SGD.

## Infrastruktur

### Faciliteter
Bortset fra metrostationen Bishan, der ligger ved et kryds mellem North South Line og Circle Line, ligger alle stationer i metrosystemet enten et godt stykke over eller under jorden. De fleste metrostationer under jorden er både dybe og solide nok til at modstå konventionelle bombeangreb fra luften, hvorfor de i krigstid kan fungere som beskyttelsesrum.  Der er mobilnetværk i alle stationer og i tunnelerne. Undergrundsstationerne har alle aircondition-anlæg, mens nogle over jorden blot har propeller.
Alle stationer har billetautomater (GTM eller General Ticket Machine), LED- og plasma-skilte, der giver oplysninger om trafikken, hvornår næste tog kommer og så videre. Alle stationer har toiletter og mønttelefoner, men på nogle stationer ligger toiletterne på gadeniveau. Nogle stationer, primært de større hvor flere linjer mødes, har ting som kioske, supermarkeder, sushiforretninger, hæveautomater og så fremdeles. Specielle elevatorer kører op og ned med en fart af 0,75 m/s, hvilket er 50% hurtigere end normalt.
De ældre stationer på North South og East West Line blev oprindeligt bygget uden handicap-faciliteter, såsom elevatorer, ramper, skilte med blindskrift og handicaptoiletter, da man tidligere ikke mente, at systemet skulle kunne bruges af handicappede. Nu er disse faciliteter efterhånden blevet installeret på de fleste stationer, da man nu gerne vil gøre alle metrostationer tilgængelige for handicappede. Et arbejde med at installere elevatorer ved vejovergange ved seks stationer og flere cykelparkeringspladser ved tyve stationer sluttede i 2013. 

### Depoter
SMRT Corporation, der driver North South, East West og Circle Line, har fire depoter. Bishan Depot er det primære vedligeholdelsesdepot, og de fleste reparationer foregår her. Changi Depot - ved lufthavnen - og Ulu Pandan Depot er til eftersyn af togene samt opbevaring om natten. Kim Chuan Depot, der ligger under jorden, bliver delt mellem SMRT Corporation og SBS Transit, og bruges derfor både af Circle Line og Downtown Line.
SBS Transit har to depoter, hvoraf de deler det ene med SMRT Corporation. Det andet er Sengkang Depot, som både bruges af North East Line samt to LRT-linjer.

## Rullende materiel
På de to første linjer, North South og East West Line bruger der fire typer af tog. De får strøm af en 750 Volt jævnstrøm kontaktskinne, opererer i sæt af seks tog, og bruger et automatisk togkørersystem (ATO), dog med en togfører. 
Størstedelen af flåden (66 sæt) består af seks-vogns-togene C151.  Disse er de ældste tog der bruges i MRT. De blev bygget af Kawasaki Heavy Industries mellem 1986 og 1989, til en pris af 581,5 millioner SGD. I 2009 gennemførte man en renovering af togene for 142,7 millioner SGD. 19 flere seks-vogns C651, produceret af Siemens i Wien, blev købt i 1994 samtidig med en udvidelse af North South Line.
Yderligere 21 seks-vogns C751B har kørt på de to linjer siden 2000. Disse vogne havde et forbedret system til information af rejsende (for eksempel om forsinkelser, næste stop og sikkerhed), flere stænger at holde fast i, bredere sæder, mere plads nær dørene og plads til kørestole. Da togene oprindeligt var planlagt til at køre mellem Singapore Changi airport og Boon Lay, havde man installeret bagagehylder til rejsende fra lufthavnen. Men i april 2002 oplevede man problemer med gearkasser, og man suspenderede den direkte rute. I juni 2002 vendte togene tilbage til daglig drift, men bagagehylderne blev fjernet, og man kørte en anden rute.
25 seks-vogns fuldautomatiske og førerløse C751A-tog har kørt på North East Line siden 2003. Disse tog køer på 1500 Volt jævnstrøm, der kommer fra køreledninger og er de første tog i Singapore med lukket-kredsløb-videokameraer (kendt som CCTV eller Closed-curcuit television). 40 tre-vogns fuldautomatiske og førerløse C830-tog begyndte drift på Circle Line 28. maj 2009. Disse tog kører på 750 Volt jævnspænding fra en kontaktskinne.
73 tre-vogns fuldautomatiske og førerløse C951 "Movia"-tog fra canadiske Bombardier vil køre på Downtown Line fra 2017, med planmæssige ankomster af togene fra 2012 til 2016.
En kontrakt om 18 yderligere tog til North East Line og 24 tog til Circle Line blev vundet af Alstom til en pris af hhv. 234,9 millioner SGD og 134 millioner SGD. der er tale om Alstom Metropolis C751C og Alstom Metropolis C830C. 

## Billetter og priser
Billetautomater, eller Generel Ticket Machines (GTM), bruges til at købe enkelt- og retur-billetter samt at tanke op på optankningskort (sammenlignelige med Rejsekortet). Enkeltbilletter, der er farvet grønne, gælder kun på købsdatoen og kun 30 minutter efter det beregnede ankomsttidspunkt. Da hele billetsystemet bliver kontrolleret af TransitLink, behøver man kun at købe én billet og passere to porte (en ved indgangen, en ved udgangen), også selvom man kører på flere forskellige linjer og med flere forskellige selskaber.

### Priser
Fordi jernbaneoperatørerne er regerings-assisterede, profit-baserede selskaber, er prisen fastsat til minimum et niveau, hvor det kan løbe rundt for selskaberne (SMRT Trains og SBS Transit). Priserne på billetterne bliver beregnet efter en fast afstand mellem stationerne, og ikke efter et zone-system som man ser det i fx London Underground. Selvom metroen drives af private selskaber, så er prisstrukturerne reguleret af Public Transport Council, som selskaberne skal sende en anmodning til i tilfælde af ændringer af priserne. Billetprisen bliver fastsat, så de cirka svarer til prisen for en busrute, for derved at få pendlerne til primært at bruge metroen og dermed mindske afhængigheden af bussystemet. Prisstigninger over de sidste par år har fået offentligheden til at reagere. Ligeledes var der også negative kommentarer, da SBS Transit hævede priserne på North East Line. Selskabet selv besvarede kritikken med, at det var blevet dyrere at vedligeholde linjen, samt at der var mindre støtte fra regeringens side end tidligere.

### Billetter
Systemet bruger EZ-Link og NETS FlashPay elektroniske billetter, som er baseret på Symphony for e-Payment (SeP)-systemet til offentlig transport, der igen er baseret på Singapore Standard for Contactless ePuse Application (CEPAS)-systemet. EZ-Link kortet blev introduceret 13. april 2002 som en afløser for det gamle TransitLink-kort, mens dets modstander NETS Flashpay kom på markedet 9. oktober 2009.
En voksens EZ-Link kort kan blive købt ved ethvert service-center, der findes på alle metrostationer i Singapore. Udover til at køre med metroen kan det også benyttes til at købe varer ved butikker, der har "EZ-Link"-logoet, Electronic Road Pricing (et betalingssystem af motorveje i Singapore) betalingsstationer samt Electronic Parking Systems parkeringspladser.